# Дубрава Пушћанска
Дубрава Пушћанска (хрв. Dubrava Pušćanska) је насељено место у општини Пушћа, Загребачка жупанија, Хрватска.

## Историја
До територијалне реорганизације у Хрватској била је у саставу старе загребачке приградске општине Запрешић.

## Становништво
У попису становништва из 2011. године, Дубрава Пушћанска је имала 186 становника.
| Број становника према пописима | Број становника према пописима | Број становника према пописима | Број становника према пописима | Број становника према пописима | Број становника према пописима | Број становника према пописима | Број становника према пописима | Број становника према пописима | Број становника према пописима | Број становника према пописима | Број становника према пописима | Број становника према пописима | Број становника према пописима | Број становника према пописима | Број становника према пописима |
| ------------------------------ | ------------------------------ | ------------------------------ | ------------------------------ | ------------------------------ | ------------------------------ | ------------------------------ | ------------------------------ | ------------------------------ | ------------------------------ | ------------------------------ | ------------------------------ | ------------------------------ | ------------------------------ | ------------------------------ | ------------------------------ |
| 1857                           | 1869                           | 1880                           | 1890                           | 1900                           | 1910                           | 1921                           | 1931                           | 1948                           | 1953                           | 1961                           | 1971                           | 1981                           | 1991                           | 2001                           | 2011                           |
| 108                            | 109                            | 105                            | 131                            | 159                            | 178                            | 195                            | 216                            | 202                            | 191                            | 188                            | 164                            | 114                            | 147                            | 167                            | 186                            |

Напомена: До 1900. исказивано под именом Дубрава.